# Old Street EP
Old Street EP is een ep van de Amerikaanse zanger, songtekstschrijver en rapper Bushwalla.

## Nummers
1. "Take 1" - 00:29
2. "The Poet Painter William Blake" - 02:41
3. "Phonograph" - 02:29
4. "When I'm Lovin' You" - 03:34
5. "1982 Blues" - 04:05
6. "Natural Selections" - 03:00
7. "33 Years" - 02:36
8. "Silly Games" - 03:27
9. "Self Clap" - 00:06